# Tadzjikistan op de Olympische Zomerspelen 2008
Tadzjikistan nam deel aan de Olympische Zomerspelen 2008 in Peking, China. Tadzjikistan debuteerde op de Zomerspelen in 1996 en deed in 2008 voor de vierde keer mee. De judoka Rasul Boqiev schreef geschiedenis door voor zijn land de allereerste medaille ooit te winnen; brons. Later werd ook nog zilver gewonnen.

## Medailleoverzicht
| Sport     | Olympiër          | Discipline                 | Medaille |
| --------- | ----------------- | -------------------------- | -------- |
| Worstelen | Yusup Abdusalomov | vrije stijl, tot 84 kg (m) | Zilver   |
| Judo      | Rasul Boqiev      | tot 73 kg (m)              | Brons    |

## Deelnemers en resultaten
(m) = mannen, (v) = vrouwen 
| Sport         | Olympiër               | Discipline            | Resultaat   | Prestatie |
| ------------- | ---------------------- | --------------------- | ----------- | --- |
| Atletiek      | Dilshod Nazarov        | kogelslingeren (m)    | 11e         | kwalificatie groep A: 74,67 m - 75,35 m - 72,47 m finale: 72,97 m - 76,54 m - x |
| Boksen        | Sherali Dostiev        | lichtvlieggewicht (m) | 1/16F       | 1/16F: verloor van Yampier Hernández (Cub), (1-12) |
| Boksen        | Anvar Yunusov          | vlieggewicht (m)      | kwartfinale | 1/16F: won van Jackson Chauke (Rsa), (9-1) 1/8F: won van Somjit Jongjohor (Bra), (12-6) KF: verloor van Somjit Jongjohor (Tha), (1-8)                                                  |
| Boksen        | Djakhon Kurbanov       | halfzwaargewicht (m)  | kwartfinale | 1/16F: won van Abbos Atoev (Uzb), (11-3) 1/8F: won van Marijo Šivolija (Cro), (8-1) KF: verloor van Yerkebulan Shynaliyev (Kaz), (gediskwalificeerd)                                   |
| Boogschieten  | Albina Kamaletdinova   | vrouwen               | 1/32F       | kwalificatie: 547 (63e) 1/32F: Yun Ok-Hee (Kor), (102-109) |
| Gewichtheffen | Nizom Sangov           | tot 69 kg (m)         | 24e         | 250 kg (trekken: 115 / stoten: 135) |
| Judo          | Rasul Boqiev           | tot 70 kg (v)         | Brons       | 1/16F: won van Éric Kibanza (Cgo) 1/8F: won van Gennadiy Bilodid (Ukr) KF: won van Si Rijigawa (Chn) HF: verloor van Wang Ki-Chun (Kor) bronzen finale: won van Dirk Van Tichelt (Bel) |
| Judo          | Sherali Bozorov        | tot 81 kg (m)         | 1/32F       | 1/32F: verloor van Kouami Sacha Denanyoh (Tog) |
| Judo          | Negmatuillo Asranqulov | tot 90 kg (m)         | 1/32F       | 1/32F: verloor van Elkhan Mammadov (Aze) |
| Schietsport   | Sergej Babikov         | 10 m luchtpistool (m) | 31e         | 574 (96-96-95-95-96-96) |
| Worstelen     | Vitalij Korjakin       | tot 60 kg (m)         | 1/8F        | 1/8F: verloor van Kenichi Yumoto (Jpn), (3-6) |
| Worstelen     | Jousop Abdusalomov     | tot 84 kg (m)         | Zilver      | 1/8F: won van Sandeep Kumar (Aus), (3-0) KF: won van Taras Danko (Ukr), (7-0) HF: won van Serhat Balci (Tur), (4-0) F: verloor van Revaz Mindorasjvili (Geo), (3-9)                    |
| Zwemmen       | Alisher Chingizov      | 50 m vrij (m)         | series      | serie 3: 29,10 (6e; 86e tijd) |
| Zwemmen       | Katerina Izmaylova     | 50 m vrij (v)         | series      | serie 3: 32,09 (8e; 80e tijd) |

De deelneemster bij het boogschieten nam deel op uitnodiging van de Olympische tripartitecommissie.
Afghanistan · Albanië · Algerije · Amerikaanse Maagdeneilanden · Amerikaans-Samoa · Andorra · Angola · Antigua en Barbuda · Argentinië · Armenië · Aruba · Australië · Azerbeidzjan · Bahama's · Bahrein · Bangladesh · Barbados · België · Belize · Benin · Bermuda · Bhutan · Bolivia · Bosnië en Herzegovina · Botswana · Brazilië · Britse Maagdeneilanden · Bulgarije · Burkina Faso · Burundi · Cambodja · Canada · Centraal-Afrikaanse Republiek · Chili · China · Chinees Taipei · Colombia · Comoren · Congo-Brazzaville · Congo-Kinshasa · Cookeilanden · Costa Rica · Cuba · Cyprus · Denemarken · Djibouti · Dominica · Dominicaanse Republiek · Duitsland · Ecuador · Egypte · El Salvador · Equatoriaal-Guinea · Eritrea · Estland · Ethiopië · Fiji · Filipijnen · Finland · Frankrijk · Gabon · Gambia · Georgië · Ghana · Grenada · Griekenland · Groot-Brittannië · Guam · Guatemala · Guinee · Guinee‑Bissau · Guyana · Haïti · Honduras · Hongarije · Hongkong · Ierland · IJsland · India · Indonesië · Irak · Iran · Israël · Italië · Ivoorkust · Jamaica · Japan · Jemen · Jordanië · Kaaimaneilanden · Kaapverdië · Kameroen · Kazachstan · Kenia · Kirgizië · Kiribati · Koeweit · Kroatië · Laos · Lesotho · Letland · Libanon · Liberia · Libië · Liechtenstein · Litouwen · Luxemburg · Macedonië · Madagaskar · Malawi · Malediven · Maleisië · Mali · Malta · Marshalleilanden · Marokko · Mauritanië · Mauritius · Mexico · Micronesië · Moldavië · Monaco · Mongolië · Montenegro · Mozambique · Myanmar · Namibië · Nauru · Nederland · Nederlandse Antillen · Nepal · Nicaragua · Nieuw-Zeeland · Niger · Nigeria · Noord-Korea · Noorwegen · Oeganda · Oekraïne · Oezbekistan · Oman · Oostenrijk · Oost‑Timor · Pakistan · Palau · Palestina · Panama · Papoea-Nieuw-Guinea · Paraguay · Peru · Polen · Portugal · Puerto Rico · Qatar · Roemenië · Rusland · Rwanda · Saint Kitts en Nevis · Saint Lucia · Saint Vincent en Grenadines · Salomonseilanden · Samoa · San Marino · Sao Tomé en Principe · Saoedi-Arabië · Senegal · Servië · Seychellen · Sierra Leone · Singapore · Slovenië · Slowakije · Soedan · Somalië · Spanje · Sri Lanka · Suriname · Swaziland · Syrië · Tadzjikistan · Tanzania · Thailand · Togo · Tonga · Trinidad en Tobago · Tsjaad · Tsjechië · Tunesië · Turkije · Turkmenistan · Tuvalu · Uruguay · Vanuatu · Venezuela · Verenigde Arabische Emiraten · Verenigde Staten · Vietnam · Wit-Rusland · Zambia · Zimbabwe · Zuid-Afrika · Zuid-Korea · Zweden · Zwitserland
Uitgesloten van deelname: Brunei